# Sony Ericsson P990

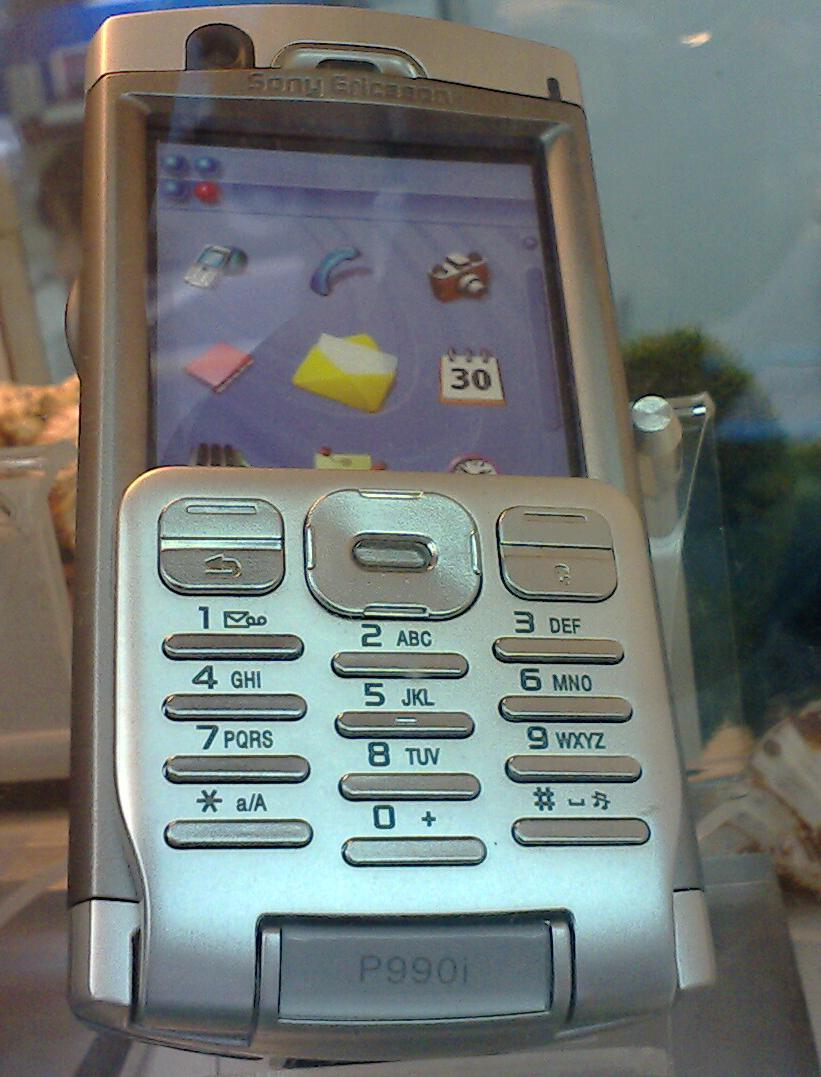
Sony Ericsson P990

Sony Ericsson P990 é o smartphone, sucessor do Sony Ericsson P910. O telefone utiliza o sistema operacional Symbian 9.1 UIQ3.
Lançado no final de 2005 o P990 tem um teclado numérico que aberto vira um teclado QWERTY, logo abaixo de visor.
Este teclado pode ser anexado ou desanexadas utilizando a chave de fenda que vem junto com o kit do smartphone.

## Características
Ele é um celular 3G, ou sejam tem 1 câmera VGA na frente para uso em vídeo conferência.
Sua tela é touchscreen com resolução de 240x320 pixels e até 262 milhões de cores.
Sua câmera principal é de 2.0 megapixels com autofocus. Outras caracteristicas incluem:
- Rádio FM com RDS.
- Memória SD de até 4GB.
- Memória interna de 60 megabytes.
- Tela touchscreen de 2.8 polegadas com reconhecimento de escrita.
- Processador Nexperia PNX4008 ARM9 de 208 MHz.
- 64 megabytes de memória RAM.
- Wi-Fi.
- Bluetooth.
- Porta Infravermelha.
- Porta USB.
- Java com suporte a MIDP 2.0.
- Navegador Opera 8.0 com suporte XHTML, web 2.0 e RSS.[1]